# 丘尔克古尔马
丘尔克古尔马（Churk Ghurma），是印度北方邦Sonbhadra县的一个城镇。总人口8685（2001年）。

## 人口
该地2001年总人口8685人，其中男性4580人，女性4105人；0—6岁人口1248人，其中男638人，女610人；识字率70.48%，其中男性为79.39%，女性为60.54%。